# Kaktusgärdsmyg
Kaktusgärdsmyg (Campylorhynchus brunneicapillus) är en fågel i familjen gärdsmygar inom ordningen tättingar.

## Kännetecken

### Utseende
Kaktusgärdsmygen är en mycket stor (18-19 cm) medlem av familjen som i både storlek och vanor mest påminner om en härmtrast. Fjäderdräkten är gråbrunt spräcklig med tydligt långt och vitt ögonbrynsstreck, otecknad brun hjässa, brungula flanker och en tät ansamling av svarta fläckar på bröstet. Stjärten är bandad med vitkantade pennor. Fåglar utmed södra Kaliforniens kust (affinis-gruppen) är blekare på flankerna, har brynare rygg och är mindre tättfläckat svart på bröstet.

### Läten
Sången består av en enkel, mörk och omusikalisk serie med hårda toner: "krrr krrr krrr...", medan lätet är ett ihåligt "kot" som också avges i serier. Även andra mörka klickande eller kväkande läten kan höras.

## Utbredning och systematik
Kaktusgärdsmyg delas in i sju underarter med följande underarter:
- brunneicapillus-gruppen
  - Campylorhynchus brunneicapillus anthonyi – torra sydvästra USA till norra Baja, nordvästra Mexiko och nordligaste Tamaulipas
  - Campylorhynchus brunneicapillus seri – ön Tiburón (Californiaviken)
  - Campylorhynchus brunneicapillus brunneicapillus – nordvästra Mexico (centrala Sonora till norra Sinaloa)
  - Campylorhynchus brunneicapillus guttatus – södra och centrala Texas, och på centralplatån i Mexiko
- affinis-gruppen
  - Campylorhynchus brunneicapillus sandiegensis – arida trakter i San Diego County (södra Kalifornien) och angränsande nordvästra Baja California
  - Campylorhynchus brunneicapillus bryanti – Stillahavssluttningen i västra Baja California mellan 31º och 29º 30' N
  - Campylorhynchus brunneicapillus affinis – centrala och södra Baja California

## Levnadssätt
Kaktusgärdsmygen hittas i öken eller kustnära områden med öppen grusmark och stånd med malört. Den ses vanligen ensam eller i par, hoppande på marken eller klättrande genom den låga vegetationen på jakt efter insekter, frukt och bär. Fågeln bygger ett ovalformat bo av kvistar som placeras i klykan på en kaktus.

## Status och hot
Arten har ett stort utbredningsområde och en stor population, men tros minska i antal, dock inte tillräckligt kraftigt för att den ska betraktas som hotad. IUCN kategoriserar därför arten som livskraftig (LC).

## Bilder

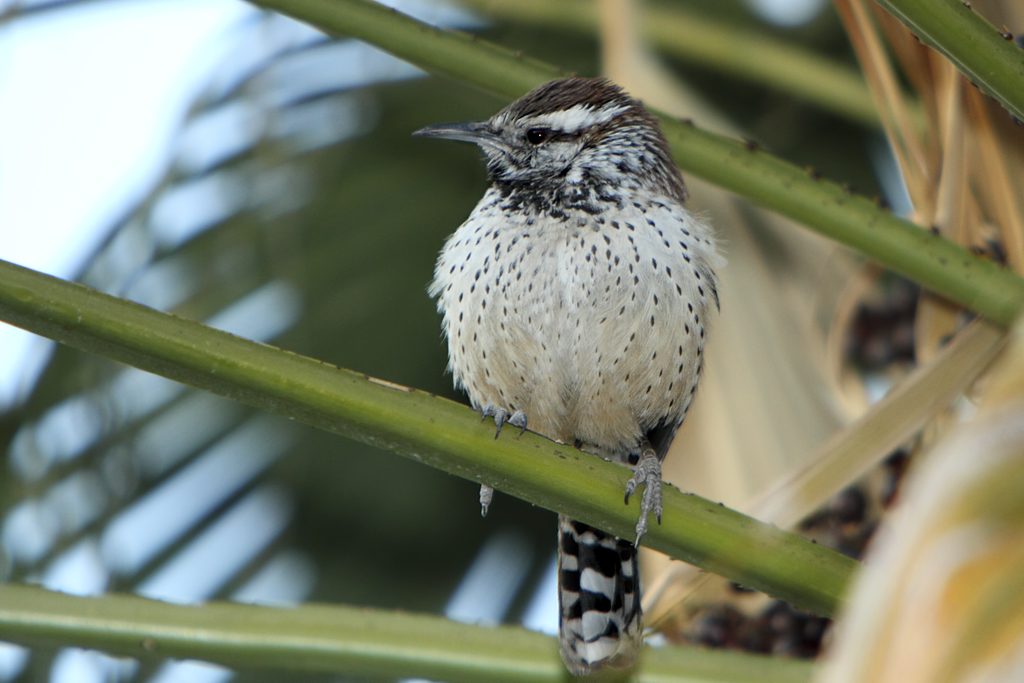
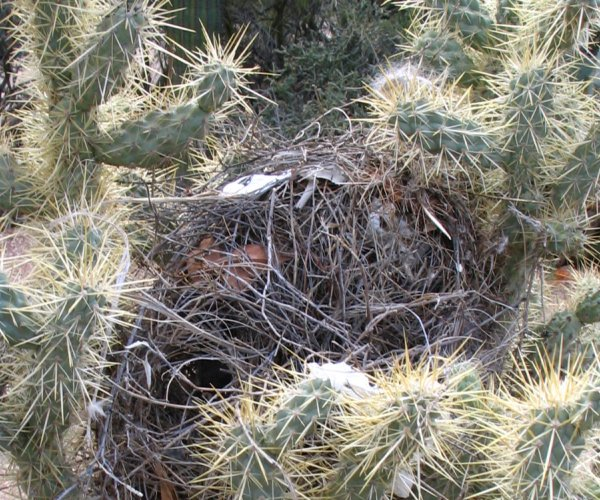
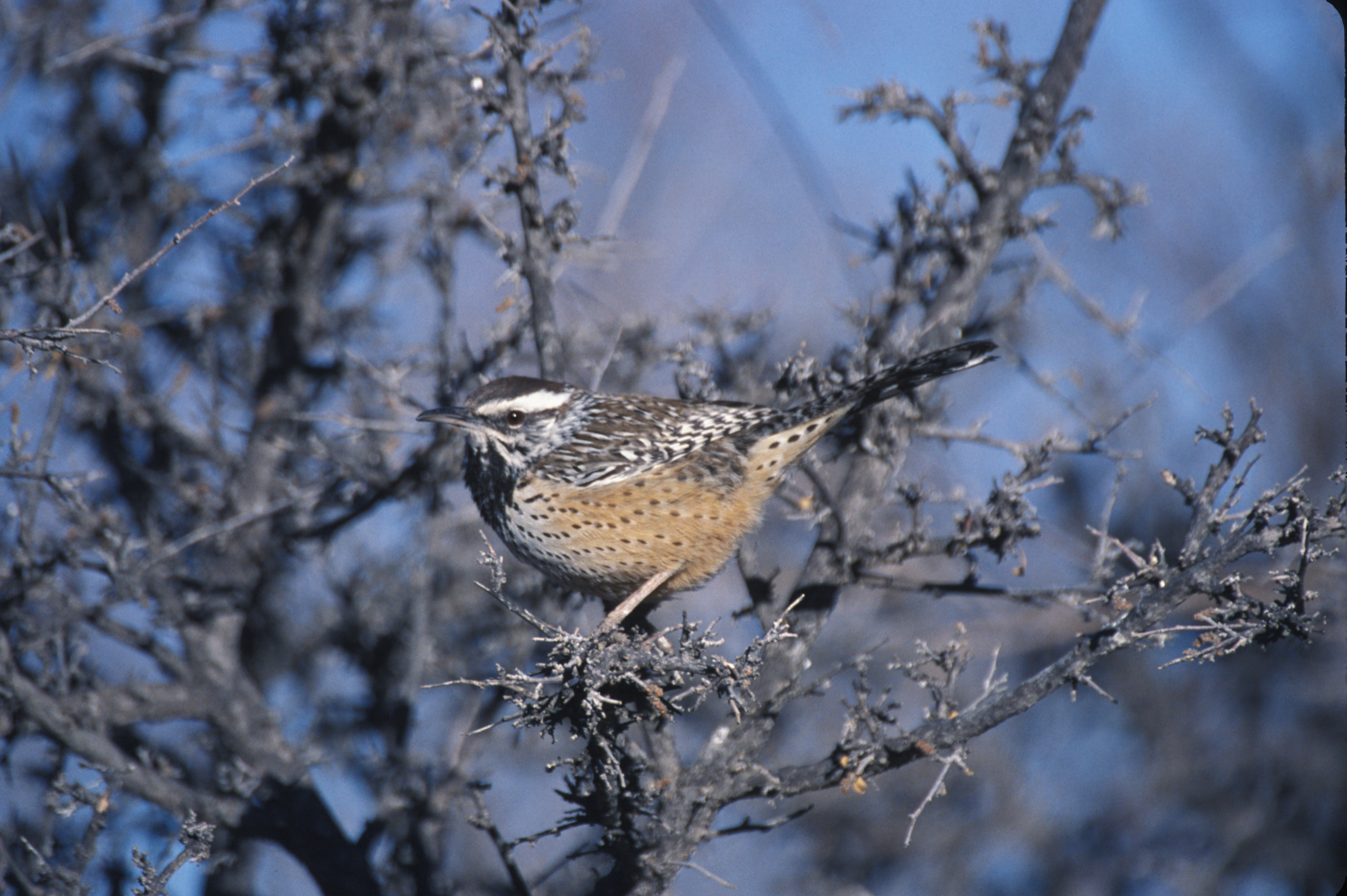
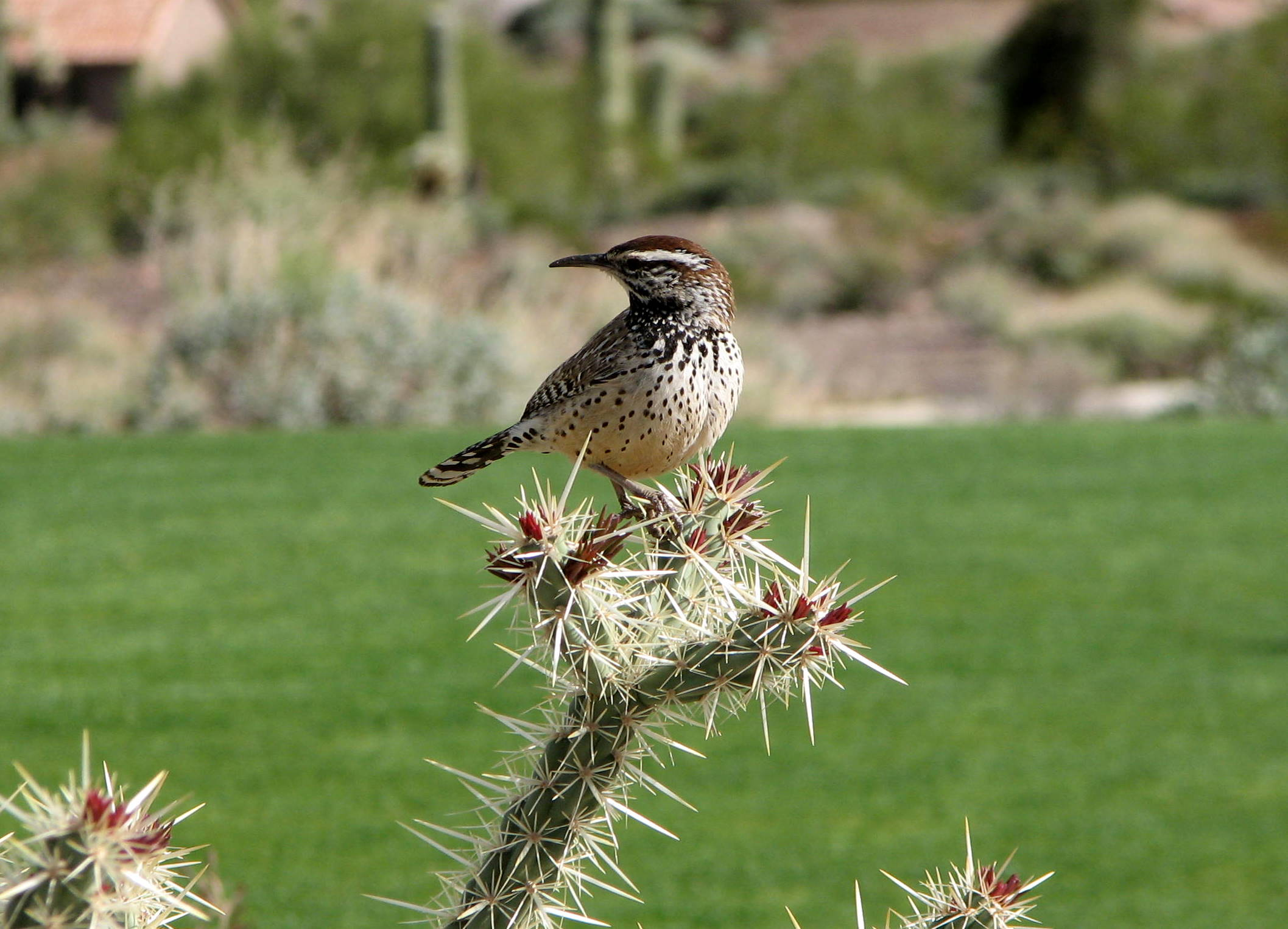